# Xian de Liulin
Le xian de Liulin (柳林县 ; pinyin : Liǔlín Xiàn) est un district administratif de la province du Shanxi en Chine. Il est placé sous la juridiction de la ville-préfecture de Lüliang.

## Démographie
La population du district était de 275 773 habitants en 1999.